# 1625
Het jaar 1625 is het 25e jaar in de 17e eeuw volgens de christelijke jaartelling.

## Gebeurtenissen
januari
- 29 - Goch wordt na drie dagen vechten door de Spaanse bezetter bij verdrag overgegeven aan de staatsen na de inname van Goch.

februari
- 1 - 24 - Slag om de Perzische Golf tussen een Hollands-Engelse en een Portugese vloot.

maart
- 30 - Na een beleg van een half jaar eist Spinola de overgave van Breda. De Staatse garnizoenscommandant Justinus van Nassau weigert.

april
- 2 - De Nassause vloot arriveert met twee buitgemaakte schepen voor Ambon. De 900 soldaten helpen Herman van Speult met een legertje van 2.000 man in mei en juni bij de verwoesting van plantages op de westkust van Ceram.
- 4 - Frederik Hendrik van Oranje-Nassau treedt in Den Haag in het huwelijk met een achternicht, Amalia van Solms-Braunfels.
- 13 - Giovanni Faber bedenkt een nieuw woord: "microscoop".
- 22 - De Kamer Amsterdam van de WIC geeft opdracht tot de bouw van een fort en tien bouwwerken op een eiland voor de Noord-Amerikaanse kust, tegenwoordig beter bekend als Manhattan. Dit wordt fort Amsterdam.
- 23 - Maurits van Oranje sterft. Frederik Hendrik graaf van Nassau erft van Maurits de titel prins van Oranje en volgt zijn halfbroer op als kapitein-generaal van de Staatse troepen.

mei
- 15 - Frederik Hendrik probeert Breda te ontzetten tijdens het Beleg van Breda. De poging mislukt en de prins verliest vierhonderd man.
- mei - Een Spaans-Portugese vloot herovert de stad Salvador de Bahia op de WIC.
- mei - De luitenant-gouverneur van Ambon Herman van Speult gaat met een legertje van 2.000 man op "hongi-tocht". Bij de verwoesting van plantages op de westkust van Ceram worden 150 boten verwoest, 65.000 kruidnagelbomen worden gekapt of van hun schors ontdaan. Er vallen 90 doden en 130 gewonden aan de Nederlandse kant.

juni
- 5 - Spaanse troepen onder Sppinola veroveren Breda na een beleg van negenenhalve maand. Noordwest-Brabant is nu weer onder Spaans gezag.

juli
- 18 - De Staten-Generaal zullen de kosten dragen van de bijbelvertaling. Het werk zal in Leiden worden verricht.

augustus
- 2 - De keizerlijke generaal Tilly bezet Hamelen, nadat hij een verklaring van overgave met de gemeenteraad is overeengekomen.

september
- 10 - De Staten-Generaal verklaren Zevenbergen en Zwaluwe tot neutraal terrein.

oktober
- 25 en 26 - Mislukte aanval op het Portugese Fort Sint George del Mina aan de Goudkust door een WIC-eskader onder leiding van Jan Dircksz. Lam.

november
- 1 tot 7 -- Om de aandacht af te leiden van de binnenlandse troebelen onderneemt een Engelse vloot een aanval op Cádiz. Ook vijftien schepen van de Republiek, die nog met Spanje in oorlog is, doen mee. De hele expeditie wordt een jammerlijke mislukking.

zonder datum
- Rembrandt voltooit zijn Steniging van Stefanus. Velen zien er een verwijzing naar de dood van Johan van Oldenbarnevelt in.
- Vondel geeft de Palamedes uit. Dit dichterlijk drama over een gerechtelijke moord, met Agamemnon in de rol van Maurits, gaat zelfs de Amsterdamse raad te ver en hij wordt beboet.
- In Botassart wordt het Kasteel van Botassart gebouwd.
- Christiaan van Heule introduceert in zijn De Nederduytsche Grammatica ofte Spraec-konst het hen/hun-onderscheid zoals dat nog steeds geldt.

## Beeldende kunst

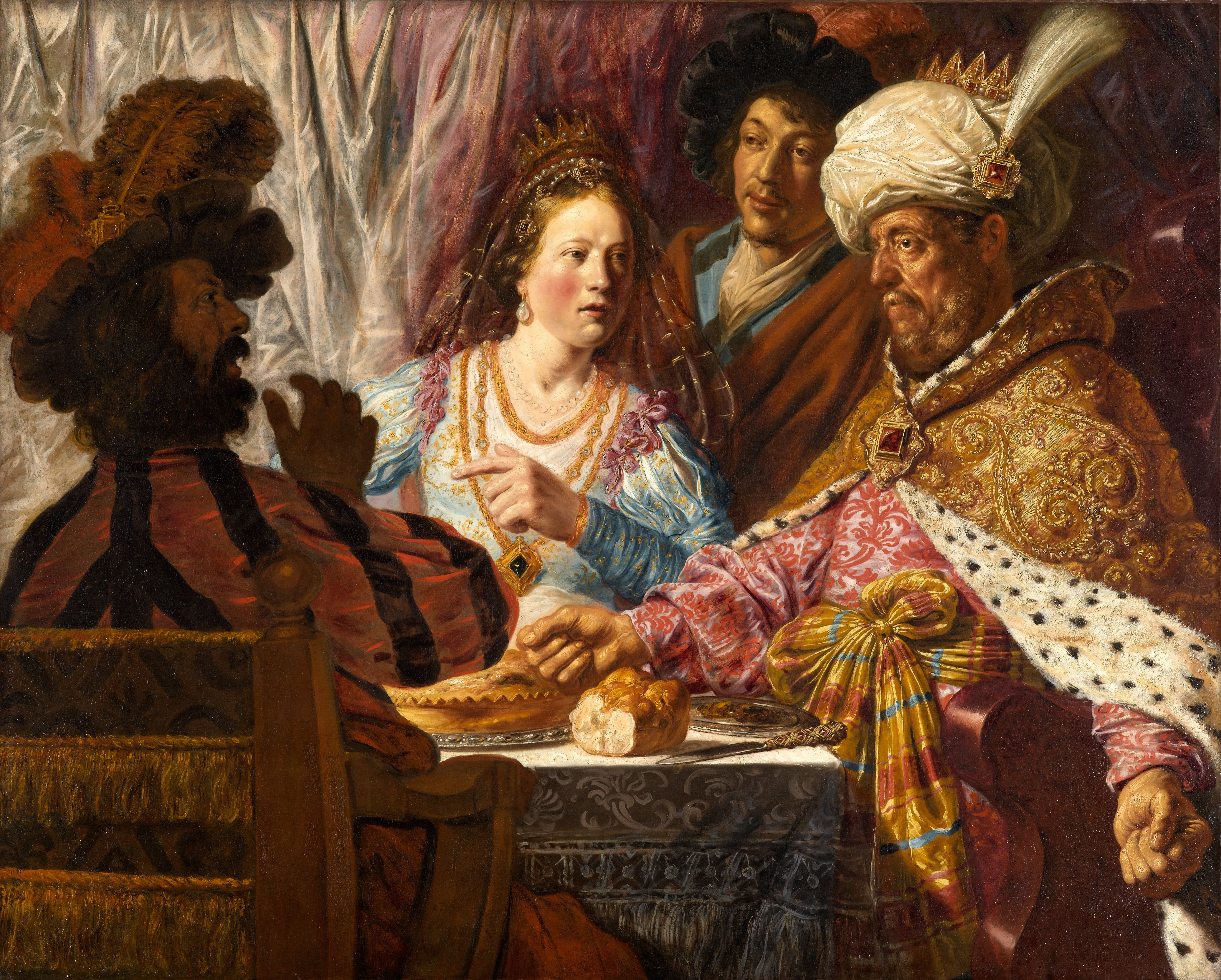
Feest van Esther (1625), Jan Lievens, North Carolina Museum of Art
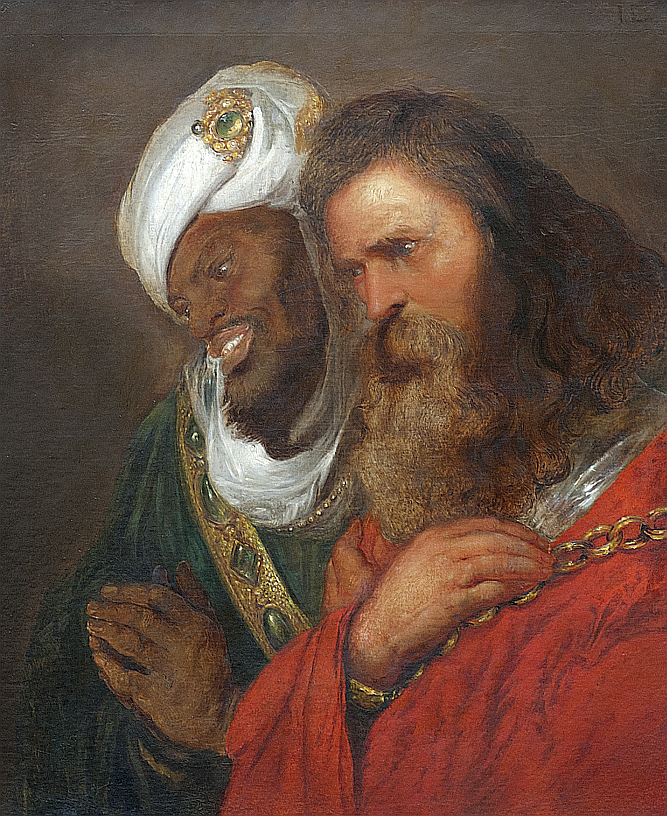
Saladin en Guy van Lusignan (ca. 1625), Jan Lievens, privécollectie

## Bouwkunst

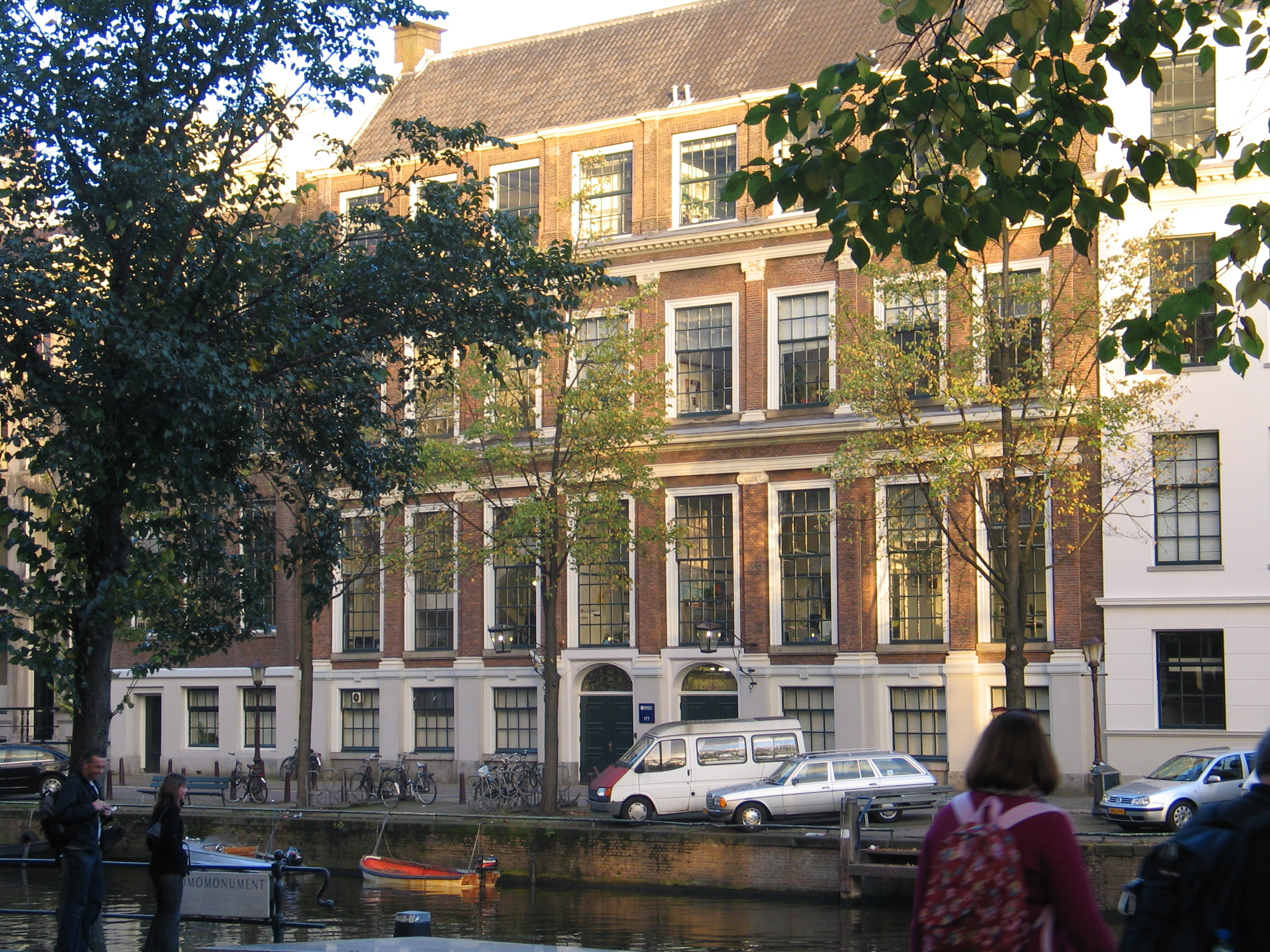
Coymanshuis Amsterdam, Jacob van Campen

## Geboren
maart
- 25 - Anne Fanshawe, Engels schrijfster

juni
- 8 - Giovanni Domenico Cassini, Italiaans astronoom

mei
- 24 - Johan Lodewijk van Nassau-Ottweiler, graaf van Nassau-Ottweiler (overleden 1690)

september
- 16 - Gregorius Barbarigo, Italiaans kardinaal en heilige (overleden 1697)
- 24 - Johan de Witt, Nederlands politicus (raadpensionaris) (overleden 1672)

november
- 20 - Paulus Potter, Nederlands kunstschilder (eigenlijk de datum van zijn doop)
- 20 - Artus Quellinus de Jonge, Zuid-Nederlands beeldhouwer (overleden 1700)

## Overleden
januari

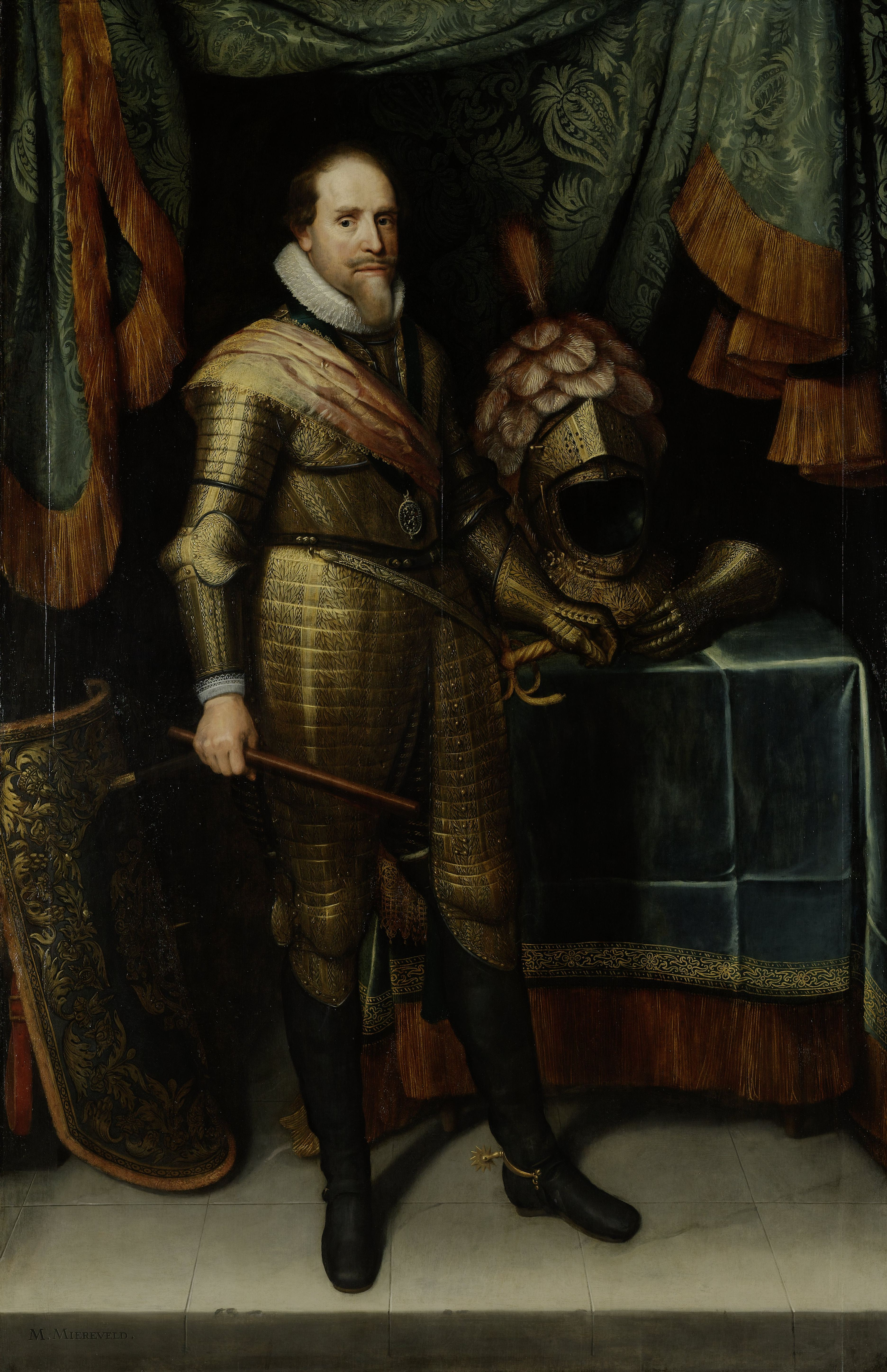
Prins Maurits

- 27 - Adriaen Valerius (~50), Nederlandse dichter en componist

april
- 5 - Adriaan van den Spiegel (47), Vlaams arts
- 23 - Maurits van Oranje (57), stadhouder

mei
- 9 - Hermannus Faukelius (~65), Nederlands predikant en theoloog

juni
- 5 - Orlando Gibbons (40), Engelse componist

juli
- 5 - Cornelis Verdonck (~62), Zuid-Nederlandse polyfonist

december
- 9 - Ubbo Emmius (78), eerste rector magnificus van de Academie te Groningen

datum onbekend
- Willem Cornelisz Schouten, Nederlands ontdekkingsreiziger (geboren ca. 1580)